# Гундобин, Николай Алексеевич
Гундо́бин Никола́й Алексе́евич (1 декабря (14 декабря) 1904 года — 3 июля 1980 года) — организатор железнодорожного транспорта СССР, Герой Социалистического Труда, почётный железнодорожник СССР.

## Биография
Родился в семье рабочего.
Трудовую деятельность начал в 1921 году в Курске курьером Губернского продовольственного комитета.
С 1922 года работал на железной дороге списчиком вагонов, затем — помощником начальника ст. Рышково, через несколько лет — заместителем начальника станции Курск, заместителем начальника Орловского железнодорожного узла.
После окончания Военно-транспортной академии в 1936 году — старший ревизор-диспетчер Наркомата путей сообщения.
В годы Великой Отечественной войны возглавлял Южно-Уральскую дорогу, обслуживавшую крупнейшие центры оборонной промышленности. Эта дорога выполнила все задания ГКО по транспортному обеспечению Сталинградской битвы.
После войны был назначен первым заместителем министра путей сообщения (с 1951 по 1978 год).
Указом Президиума Верховного Совета СССР от 1 августа 1959 года, за выдающиеся успехи, достигнутые в развитии железнодорожного транспорта, Гундобину Николаю Алексеевичу присвоено звание Героя Социалистического Труда с вручением ордена Ленина и золотой медали «Серп и Молот».
С 1957 по 1978 год был председателем научно-технического совета Министерства путей сообщения СССР, под его редакцией вышли в свет многочисленные сборники научных статей по развитию и совершенствованию железных дорог, в том числе доклад-прогноз до 1990 года «Совершенствование управления на транспорте на основе применения автоматизации и вычислительной техники» (М., 1972). Гундобин Н. А. также является автором популярного «Справочника эксплуатационника» (М., 1966), обзора «Японские национальные железные дороги» (М., 1972) и др.

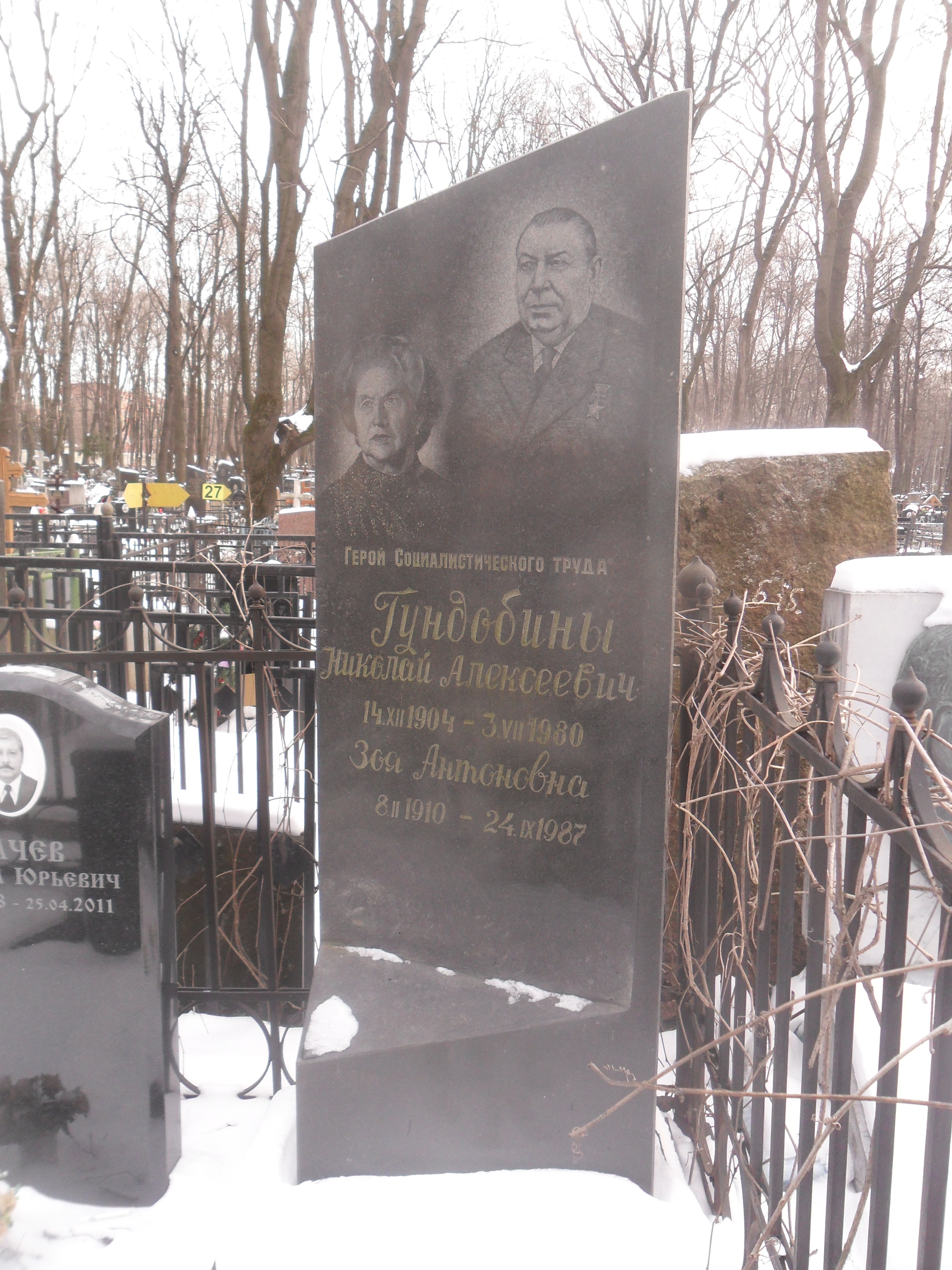
Могила Гундобина на Введенском кладбище Москвы.

Похоронен в Москве на Введенском кладбище (29 уч.).

## Награды
- Четыре ордена Ленина (02.08.1942, 06.08.1951, 01.08.1959, 13.12.1974).
- Орден Октябрьской Революции (25.08.1971).
- Орден Отечественной войны 1-й степени (29.07.1945).
- Пять орденов Трудового Красного Знамени (23.11.1939, 06.09.1947, 01.02.1957, 04.08.1966, 18.01.1978).
- Медали
- Знак «Почётный железнодорожник» (1943).

## Память
- В Курске на доме, где родился и жил Н. Гундобин (ул. Ломоносова, 52) установлена мемориальная доска.
- 23 мая 2017 года элементу улично-дорожной сети, расположенному на территории Курского железнодорожного узла, присвоено наименование «проезд им. Николая Гундобина».[1]
- В Чите на здании Управления Забайкальской железной дороги установлена мемориальная доска памяти всех руководителей магистрали в военные годы.